# Masatoshi Hamada

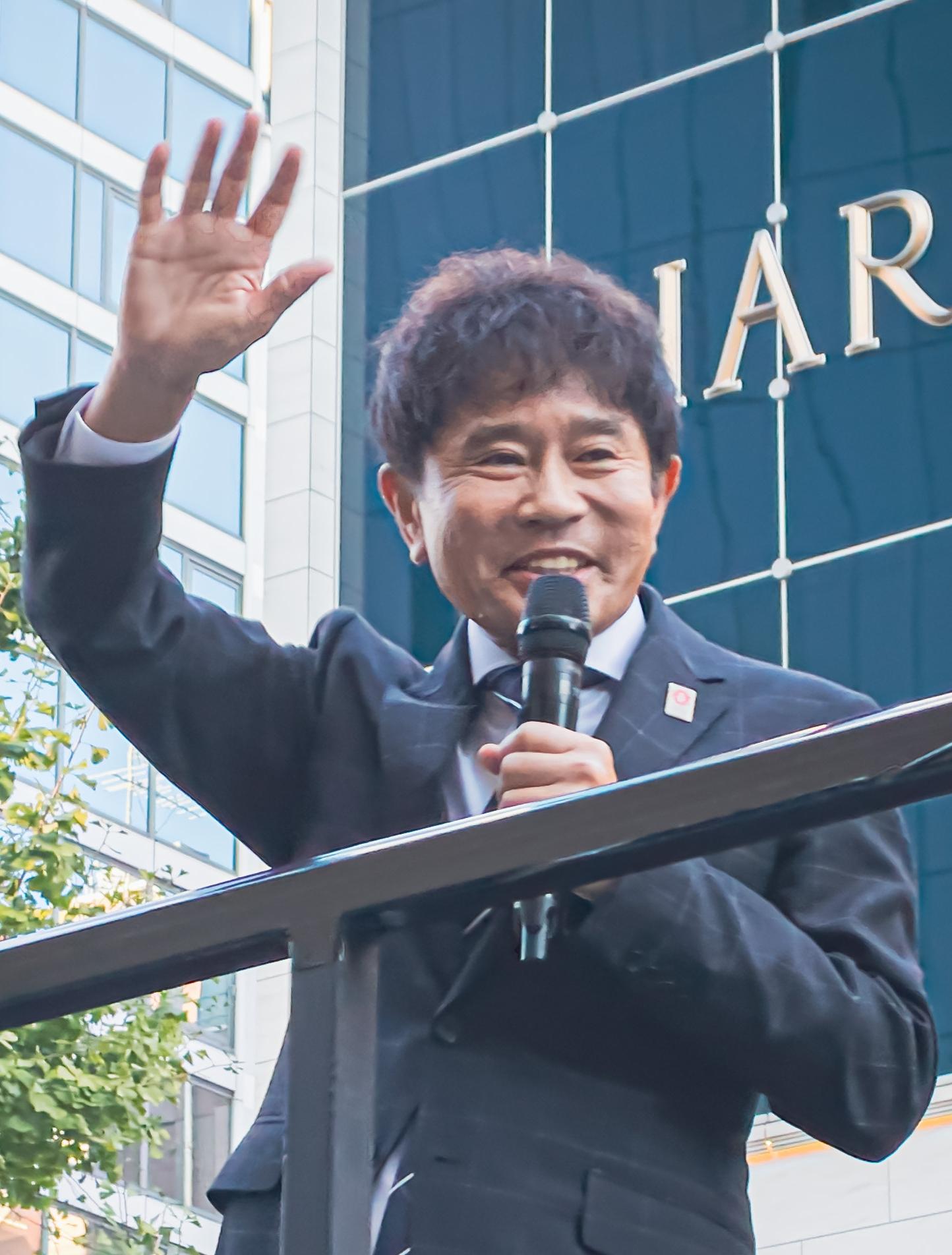
Masatoshi Hamada (2022)

Masatoshi Hamada (jap. 浜田 雅功, Hamada Masatoshi, auch bekannt unter dem Spitznamen Hama-chan (jap. 浜ちゃん / はまちゃん), * 11. Mai 1963 in der Präfektur Hyōgo, Japan) ist ein japanischer Comedian und bildet zusammen mit Hitoshi Matsumoto das berühmte Komikerduo Downtown (ダウンタウン). Sein Name ist von Masahiro Toshida, einem Poeten aus dem 17. Jahrhundert, abgeleitet.
Er ist mit Natsumi Ogawa (jap. 小川 菜摘) verheiratet und Vater zweier Kinder. Hamada ist 165 cm groß und besitzt die Blutgruppe A.
Unter anderem bekannt ist er aus der Sendung „Downtown no Gaki no Tsukai ya Arahende!!“ (ダウンタウンのガキの使いやあらへんで!!), die mit ihrem ausgefallenen Humor seit 1989 viele Menschen begeistert. Zusammen mit seinem Partner Hitoshi Matsumoto tritt er dort als Moderator auf.